# Lasioglossum atwoodi
Lasioglossum atwoodi (лат.) — вид одиночных пчёл рода Lasioglossum из семейства Halictidae. Назван в честь канадского энтомолога Carl Edmund Atwood (1906–1993).

## Распространение
Северная Америка: Канада, США.

## Описание
Мелкие пчёлы длиной около 5 мм. Самки от 5,12 до 5,67 мм. Голова и грудь голубовато-зеленоватым металлическим блеском; апикальная половина клипеуса черно-коричневая. Длина переднего крыла самок 3,97—4,03 мм. В переднем крыле 3 субмаргинальные ячейки. Одиночные пчёлы, гнездятся в почве. Вид был впервые описан в 2010 году канадским энтомологом Джейсоном Гиббсом (Jason Gibbs, Йоркский университет, Department of Biology, Торонто, Канада) и отнесён к подроду Dialictus. Назван по имени учёного. Обнаружены на цветках растений семейств Primulaceae (Lysimachia terrestris), Rosaceae (Rubus).